# Ingelmunster
Ingelmunster är en kommun i Belgien.   Den ligger i provinsen Västflandern och regionen Flandern, i den västra delen av landet, 80 km väster om huvudstaden Bryssel. Antalet invånare är 10 691.
Runt Ingelmunster är det i huvudsak tätbebyggt. Runt Ingelmunster är det tätbefolkat, med 709 invånare per kvadratkilometer.